# József Venczel
József Venczel (n. 4 noiembrie 1913, Miercurea Ciuc – d. 16 martie 1972, Cluj) a fost un sociolog, profesor universitar și scriitor maghiar din Transilvania. Personalitate marcantă a cercetării sociale maghiare din Transilvania perioadei interbelice, cu preocupări legate de sociologia rurală, demografie și metodologia cercetării sociale. A publicat și sub pseudonimul Várdotfalvi.

## Repere biobibliografice
Venczel József s-a născut la 4 noiembrie 1913 la Miercurea Ciuc.A urmat primele studii în orașul natal, finalizate prin absolvirea Gimnaziului Romano-Catolic (unde tatăl său a fost profesor de matematică și fizică), în anul 1930. Succesele școlare, consemnate în mărturiile contemporanilor și în anuarele Gimnaziului, au fost confirmate de tânărul absolvent încă din toamna anului 1930, prin câștigarea  Premiului literar al revistei Erdélyi Helikon.
În perioada 1930-1933, Venczel a lucrat la Biblioteca Lyceum din Cluj. Tot la Cluj a urmat cursurile facultății de drept a Universitatea "Regele Ferdinand" și studii de doctorat între 1936-1939, finalizate cu obținerea titlului de doctor în drept.
Între anii 1933-1940, Venczel a activat ca redactor la  revistele Erdélyi Iskola [Școala transilvană] și Hitel [Credit]. Revista Hitel [Credit], înființată în anul 1935 și-a încetat apariția în foarte scurt timp, iar reeditarea sub același titlu, începând cu anul 1936, se datorează în mare măsură implicării lui Venczel József. În această revistă a publicat până în anul 1944 numeroase studii și articole în sprijinul autocunoașterii maghiarilor din Transilvania.
În anul 1937, Venczel a participat la organizarea întrunirii de la Târgu Mureș a intelectualilor maghiari din Transilvania.
Între anii 1938-1945, Venczel a condus secțiunea statistică  a „Erdélyi Magyar Gazdasági Egyesület” [Uniunea Agrară Maghiară din Transilvania].
Începând cu anul 1941 este profesor, iar din 1946 director al „Erdélyi Tudományos Intézet”[Institutul Științific Ardelean], din cadrul „Teleki Pál Intézet” [Institutul Teleki Pál].
În calitate de profesor universitar a ținut prelegeri în tabăra de cercetare monografică de la Unguraș (lângă Dej) și s-a implicat în organizarea activității de cercetare rurală desfășurată de participanți.
Până în anul 1945 a publicat numeroase articole de specialitate în reviste din Transilvania.
Între 1945-1947 fost profesor de sociologie și statistică al Universității Bolyai din Cluj, implicându-se și în activitatea de organizare a Universității.
În 1947 a fost arestat și internat în lagărul de la Pitești, de unde a fost eliberat un an mai târziu, fără permisiunea de a se întoarce la catedra universitară.
Între 1948-1950 a lucrat ca cercetător și arhivist la „Erdélyi Múzeum-Egyesület” [Asociația Muzeul Ardelean].
În anul 1950 a fost arestat din nou de autoritățile comuniste și condamnat într-un proces politic la 12 ani de închisoare. Timp de șase ani a împărțit aceeași celulă cu episcopul romano-catolic Márton Áron.
La 1 ianuarie 1961 a fost eliberat din închisoare.
Până în anul 1969 a lucrat în cadrul cooperației meșteșugărești, efectuând  picturi pe ceramică și multiplicând note muzicale.
În 1969 a fost reprimit la Universitatea Babeș-Bolyai, în calitate de cercetător. A publicat numeroase articole în revista Korunk. 
În 1971 a fost pensionat pe caz de boală. Grav bolnav, a reușit totuși să elaboreze metoda de realizare a „Romániai Magyar Irodalmi Lexikon” [Dicționarului Literaturii Maghiare din România] și să finalizeze repertoriul dicționarului.
A încetat din viață la data de 16 martie 1972, la Cluj. Este înmormântat la cimitirul Hajongard.
Cercetările desfășurate de Venczel József s-au orientat cu predilecție spre studiul evoluției gândirii, problema generațiilor, demografie, statistică socială, sociologia culturii. În același timp, a aplicat în mod creativ metoda de cercetare a satului, elaborată de sociologul român Dimitrie Gusti.
Venczel József a fost unul din oamenii de știință care au fundamentat teoria și practica sociologiei maghiare din România.

## Memorial în Miercurea Ciuc
- 4–6 noiembrie 1993: aniversarea a 80 de ani de la naștere, așezarea unei plăci memoriale pe zidul blocului de locuințe construit pe locul unde s-a aflat casa familiei Venczel, așezarea unei plăci memoriale în incinta Liceului Teoretic „Márton Áron” (fostul Gimnaziu Romano-Catolic)
- Din 1996 Grupul școlar de silvicultură și industrializarea lemnului poartă numele lui Venczel József

## Lucrări publicate
- Lucrări publicate în timpul vieții autorului
  - A falumunka és az erdélyi falumunka-mozgalom. Kolozsvár, 1935. [Munca la sate și mișcarea ardeleană pentru munca la sate]
  - A magyar önismeret útja [Calea autocunoașterii maghiare] in  revista Erdélyi Iskola [Școala transilvană], Cluj, 1936-1937
  - Öt Olt menti székely község népmozgalma [Mobilitatea populației a cinci sate secuiești de pe valea Oltului] în revista Hitel [Credit], Cluj, 1937.
  - A székely népfelesleg [Suprapopularea secuimii] în revista  Hitel [Credit], Cluj, 1937.
  - Csíkszék természeti történelmi és társadalmi leírása. A nemes székely nemzet képe. Szerk. Rugonfalvi Kiss István. [Monografia Scaunului Ciuc], Debrecen, 1939.
  - A falukutatás módszertanának vázlata [Metodologia cercetării satului],  în revista institutului Erdélyi Tudományos Intézet [Institutul Ardelean pentru Știință], Cluj, 1941
  - Az erdélyi román földbirtokreform [Reforma proprietății funciare în Transilvania], Cluj , 1942.

- Postume:
  - Az önismeret útján. Tanulmányok az erdélyi társadalomkutatás köréből. Bevezető és jegyzetek: Imreh István. [Calea autocunoașterii. Introducere și note de Imreh István], București, 1980.
  - Erdélyi föld – erdélyi társadalom. Válogatott írások. Székely András Bertalan bevezető tanulmányával. [Pământ transilvan, societate transilvană. Scrieri alese. Studiu introductiv de Székely András Bertalan], Budapest, 1988.
  - A falumunka útján. Válogatott írások. Válogatta, szerkesztette és a záró tanulmányt írta Székely András Bertalan. Székelyudvarhely – Budapest [Munca la sate. Scrieri alese. Antologie, redactare și postfață de Székely András Bertalan] Odorheiu Secuiesc, Budapesta, 1993.